# 白宫 (比什凯克)
白宮位於吉爾吉斯斯坦首都比什凱克，是吉爾吉斯斯坦總統的官邸。曾经是2005年郁金香革命和2010年吉尔吉斯斯坦革命发生地；2010年的革命中白宫发生大火，烧毁部分建筑及大量政府档案复印件。

## 建筑
位于楚河大道，爱乐乐团大楼和革命烈士纪念碑之间，共七层，与莫斯科国家杜马大楼相同的斯大林式建筑风格。大理石外墙。大楼前方是大片红花花卉，象征国家与苏联的联系。1985年兴建，原定为吉尔吉斯共产党中央委员会驻地。推测苏联解体期间阿卡耶夫就在此研究“形势”。有消息称政府前广场的地下有众多通往白宫的复杂地道网。大楼正面悬挂着吉尔吉斯斯坦国徽，此处原为苏联时期的吉尔吉斯苏维埃社会主义共和国国徽。

## 2005年骚乱
郁金香革命即2005年发生在吉尔吉斯斯坦的一系列抗议活动，最终将阿卡耶夫政府推翻。2005年3月24日，抗议活动蔓延至首都比什凯克，上万人聚集在白宫前。当安保部队和政府支持者开始对抗最前方一批青年示威者时，后方的示威者冲破封锁线，冲入政府大楼。正在示威者与安保部队即将互相妥协时，装甲部队驱散了示威人群。阿卡耶夫利用这段时间带上家人一同乘直升机逃往哈萨克斯坦。

## 2010年革命

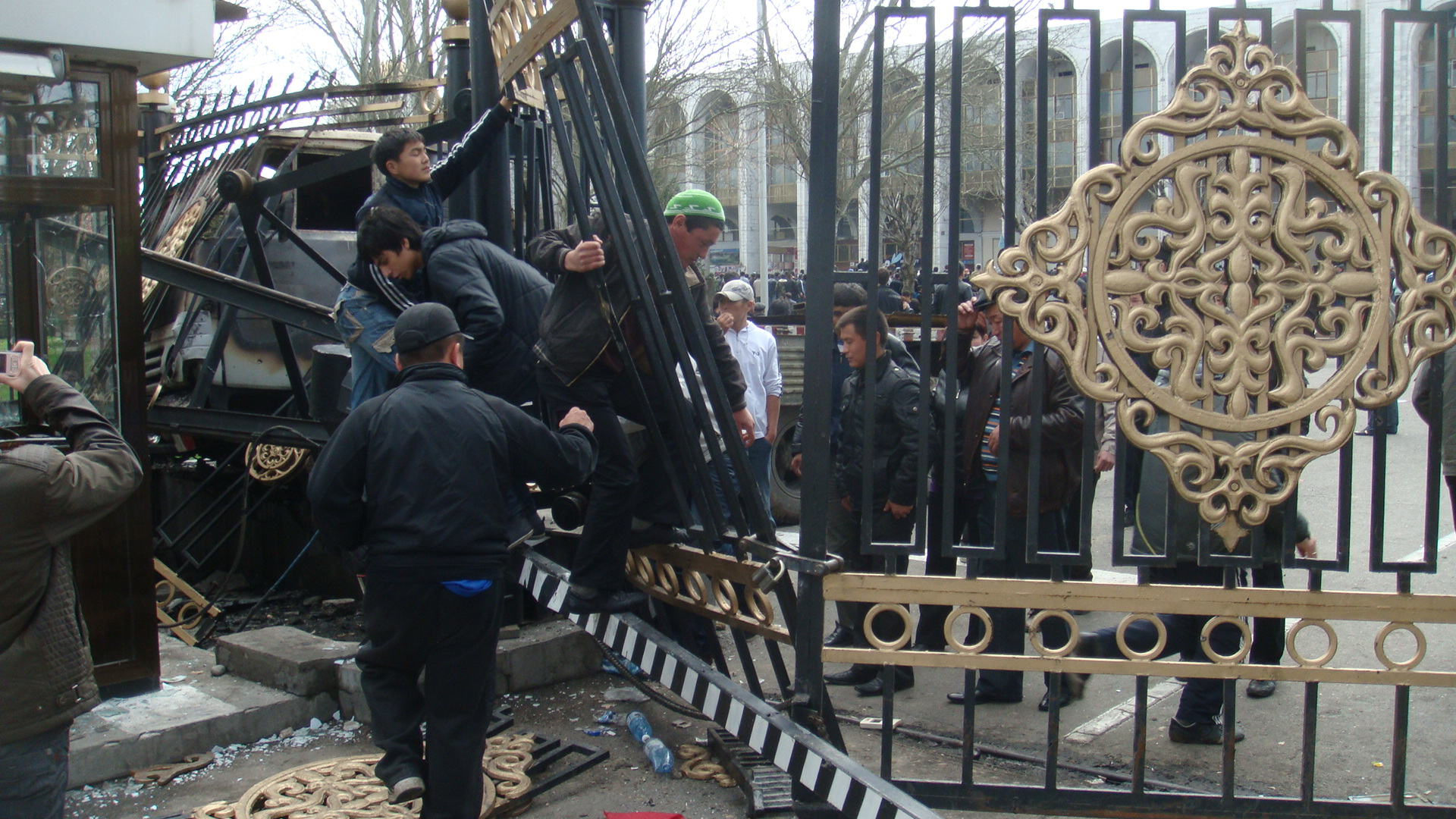
4月7日跟随抗议者进入白宫花园的吉尔吉斯民众

2010年，这座大楼再次成为革命的中心。4月7日，比什凯克的抗议者聚集在政府门前广场上，包围了白宫。警方首先使用催泪瓦斯等非致命手段，但有两辆卡车试图冲击大门后，调来了军火。至少有41名抗议者死亡。抗议活动平静后，临时政府控制了政府大楼。革命后发现烧毁了建筑和部分档案的大火源自大楼内，这可能增加了起诉前总统巴基耶夫的困难。